# 大律师图书馆

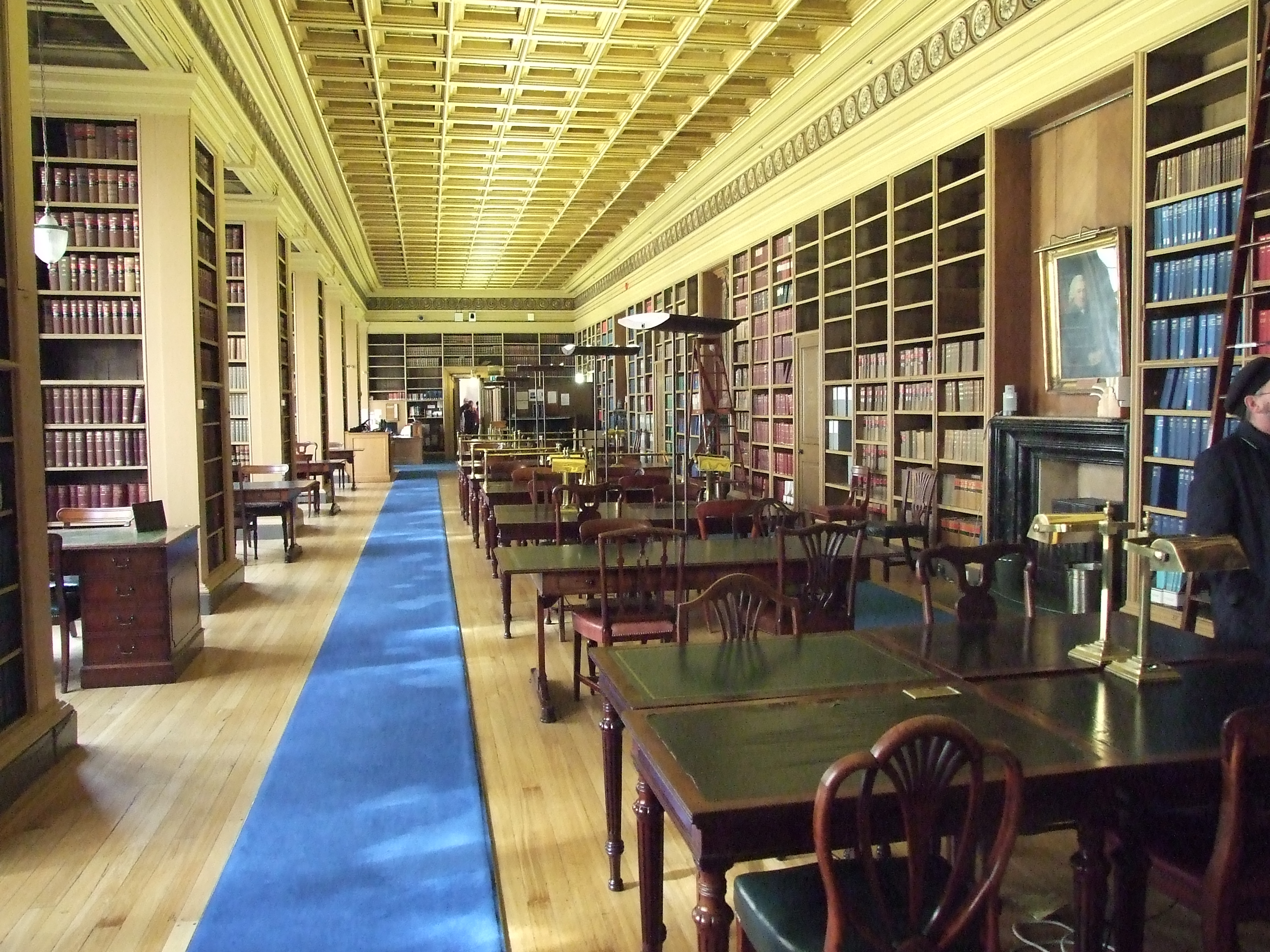

大律师图书馆（Advocates Library）成立于1682年，是苏格兰爱丁堡大律师协会的法律图书馆。它作为苏格兰的国家法定送存图书馆，直到1925年议会立法成立苏格兰国家图书馆， 所有非法律收藏都交给国家图书馆。今天，只有这个苏格兰图书馆仍然拥有接收进入英国出版同业工会的每本法律书籍副本的特权。
该图书馆位于皇家一英里，是包括旧苏格兰议会大厦在内的建筑群的一部分。

## 历史
图书馆于1689年正式成立，倡议者为律师George Mackenzie
目前的图书馆建筑是由William Henry Playfair于1830年设计的，列为A类登录建筑。
图书馆学家哈尔基特根据1839年大英博物馆目录约翰·琼斯的规则，开始制定一个雄心勃勃的目录，但是对作者有丰富的传记信息。它出版了六卷，从1858年到1878年。 哈尔基特的继任者托马斯·希米杰森于1875年3月9日遇到了一场火灾，损坏了几千本书。